# 茹鳴金
茹鳴金（1491年—？年），字聲父，南直隶無錫縣人，太医院医籍。明朝政治人物。

## 生平
治《詩經》，行四，由國子生中式丙子科（1516年）順天府鄉試第三名舉人，年三十四歲中式嘉靖二年（1523年）癸未科會試第四十四名，第二甲第六十五名進士。四年任裕州知州，历官承天府知府，升四川按察司副使，二十二年十二月考察去职。二十四年復除贵州副使。

## 家族
曾祖茹文中，壽官。祖父茹吉。父茹海，封南京户部主事。前母謝氏；母吴氏，贈安人。永感下。兄鳴玉，知州；鳴鸞；茹鳴鳳，正德三年進士、知县、前光禄寺寺丞。